# Лавров, Павел Арсентьевич
Павел Арсентьевич Лавров (укр. Павло Арсентійович Лавров; 12 июля (29 июня) 1903, Радовцы — 1 июня 1973, Киев) — советский украинский историк, историограф, организатор исторического образования. Доктор исторических наук (1957), профессор (1958). Автор более 150 научных, научно-популярных и учебно-методических работ по истории Украины начала XX века, крестьянства и рабочего класса, большевистских организаций, историографии рабочего движения в Украине.

## Биография
Родился 12 июля (29 июня) 1903 года в селе Радовцы в семье крестьянина-бедняка.
В 1915 году окончил сельскую школу. В 1923—1924 годах учился в Каменец-Подольской совпартшколе. В 1924—1926 годах — секретарь сельской ячейки в селе Зяньковцы, заведующий отделом пропаганды Деражнянского райкома ЛКСМУ. В 1926—1927 годах учился на рабочем факультете Каменец-Подольского сельскохозяйственного института. В 1927—1928 годах учился на рабочем факультете Киевского института народного образования, а в 1929—1933 годах — на факультете социально-экономических отношений Киевского института профессионального образования. С 1928 года — член КПСС. В 1933—1938 годах — аспирант кафедры истории Украины Киевского государственного университета, где одновременно в 1934—1938 годах работал преподавателем, старшим преподавателем. В 1939 году защитил кандидатскую диссертацию «Крестьянское движение на Подолье под предводительством Устима Кармелюка». C октября 1939 до июля 1941 года — декан исторического факультета, заведующий кафедрой истории СССР Киевского государственного университета. В 1941—1946 годах — в рядах Красной Армии, был преподавателем социально-экономического цикла в военных учебных заведениях. В 1946—1949 годах — доцент, в 1949—1973 годах — заведующий кафедрой истории УССР Киевского государственного университета. По совместительству в 1946—1947 годах — старший научный сотрудник, в 1947—1951 годах — заведующий отделом истории советского периода Института истории Украины АН УССР. В 1956 году защитил докторскую диссертацию «Рабочее движение в Украине в годы нового революционного подъёма (1910—1914)».
Награждён двумя орденами «Знак Почета», медалями.
Скончался 1 июня 1973 года в Киеве. Похоронен на Байковом кладбище.